# Мункбраруп
Мункбраруп (њем. Munkbrarup) општина је у њемачкој савезној држави Шлезвиг-Холштајн. Једно је од 134 општинска средишта округа Шлезвиг-Фленсбург. Према процјени из 2010. у општини је живјело 1.087 становника. Посједује регионалну шифру (AGS) 1059145.

## Географски и демографски подаци
Мункбраруп се налази у савезној држави Шлезвиг-Холштајн у округу Шлезвиг-Фленсбург. Општина се налази на надморској висини од 42 метра. Површина општине износи 13,3 km². У самом мјесту је, према процјени из 2010. године, живјело 1.087 становника. Просјечна густина становништва износи 82 становника/km².

## Међународна сарадња
| Мјесто      | Држава | Врста сарадње | Од    |
| ----------- | ------ | ------------- | ----- |
| Аероскобинг | Данска | партнерство   | 1970. |
| Извор       |        |               |       |